# ميشيل كوخ
ميشيل كوخ (بالألمانية: Michel Koch)‏ هو دراج ألماني، ولد في 15 أكتوبر 1991 في فوبرتال في ألمانيا.

## وصلات خارجية
- ميشيل كوش على موقع الاتحاد الدولي للدراجات (الإنجليزية)
- ميشيل كوش على موقع أرشيف الدراجات (الإنجليزية)
- ميشيل كوش على موقع إحصائيات الدراجات الإحترافية (الإنجليزية)
- ميشيل كوش على موقع نسبة الدراجات (الإنجليزية)